# Пантелеев, Михаил Александрович
Михаил Александрович Пантелеев (род. 19 июля 1979 года) — российский физиолог и биофизик. Директор ЦТП ФХФ РАН, профессор МГУ имени М. В. Ломоносова и Московского физико-технического института, заведующий лабораторией клеточного гемостаза и тромбоза НМИЦ ДГОИ им. Рогачева, член-корреспондент РАН (2019).

## Биография
Родился 19 июля 1979 года в Ростове-на-Дону.
В 2002 году — окончил физический факультет МГУ, кафедра биофизики.
В 2005 году — защитил кандидатскую, а в 2010 году — докторскую диссертации.
Заведующий лабораторией молекулярных механизмов гемостаза, исполняющий обязанности директора (с 2018 года), директор Центра теоретических проблем физико-химической фармакологии РАН (с 2020 года).
Профессор кафедры медицинской физики физического факультета МГУ.
В апреле 2018 года — присвоено учёное звание профессора РАН.
В 2019 году — избран член-корреспондентом РАН по отделению физиологических наук РАН.

## Научная деятельность
Специалист в области физиологии и биофизики крови.
Основные направления научной деятельности:
- регуляция свёртывания крови;
- компьютерное моделирование тромбоза;
- разработка методов диагностики и лекарств в гематологии;
- механизмы активации и внутриклеточной сигнализации в тромбоцитах;
- биофизика сложных систем;
- мембранно-зависимые реакции.